# Saison 2008-2009 du FC Nantes
Maillots
Chronologie
Saison précédente Saison suivante
La saison 2008-2009 du FC Nantes voit le club disputer 45e saison en Ligue 1. En effet, le 25 avril 2008, le FC Nantes est assuré de monter en Ligue 1, un an seulement après l'avoir quitté. Le match nul contre Montpellier Hérault Sport Club (1-1, David De Freitas) suffit en effet aux Nantais d'être assuré de finir dans le trio de tête et ce à 3 journées de la fin du championnat.
L'objectif affiché en début de saison est le maintien. L'équipe manque cependant son début de championnat et chute à la dernière place après quatre journées. Malgré un changement d'entraîneur précoce, les nantais ne parviennent pas à se détacher durablement de la zone de relégation et ne peuvent finalement pas éviter une nouvelle relégation en Ligue 2.

## Résumé de la saison
De retour en Ligue 1 à l'issue de la saison 2007-2008, Nantes attend six journées avant sa première victoire (contre Valenciennes, 2-0) : Michel Der Zakarian est renvoyé après trois journées ; Christian Larièpe, entraîneur intérimaire, subit une punition par 4-1 à domicile contre Le Mans ; et Élie Baup nommé ensuite ne parvient pas à redresser la situation. Les recrues ne justifient pas leur prix élevé (3 M€ pour Michael Gravgaard qui est prêté à Hambourg au mercato, environ 3 M€ également pour Guirane N'Daw, tandis qu'Ivan Klasnić, libre, bénéficie d'un salaire entre un et deux millions d'euros).
L'équipe ne s'éloigne jamais de la zone de relégation, terminant à la dix-neuvième place pour seulement neuf victoires, et se montrant particulièrement faible en attaque avec seulement trente-trois buts marqués, seul Le Havre faisant moins bien. Les supporters manifestent leur colère, en particulier lors de la dernière rencontre, face à Auxerre (2-1), avec une grève d'un quart d'heure de la Brigade Loire, des jets de tracts et de cartes d'abonnements et des actes de violence et de dégradation.
De plus, de nombreuses figures historiques du club expriment leur désarroi face à la situation du club. Le capitaine Frédéric Da Rocha, dont le contrat n'est pas renouvelé, se plaint de l'absence de politique de formation — alors que les jeunes du club parviennent en finale de coupe Gambardella, perdue contre Montpellier (0-2) — et n'hésite pas à qualifier le président Kita de « perdant ». Jean-Claude Suaudeau réagit également, évoquant la volonté de rompre avec le passé affichée par plusieurs dirigeants : « Les résultats font que, vraisemblablement, ils se sont trompés. » Pour lui le FC Nantes n'est plus le même club : « je revois mon club tel que je l'ai connu et vécu et comment il a été à travers Raynald le peu de temps qu'on lui a permis de rester... Je veux ne me rappeler que de ça. » Vahid Halilhodžić accuse quant à lui les personnes en place d'avoir « réussi à tuer un monument du football », et Michel Der Zakarian appelle à « revenir à la base, en l'occurrence la formation ». Marama Vahirua va plus loin : pour lui, le FC Nantes a besoin d'« un grand coup de balai [...], une bombe pour que ça explose et qu'on reparte à zéro », ajoutant : « Il n'y a que des gens comme Suaudeau ou Denoueix qui sauront comment faire remonter ce club dignement ».

### Dates importantes de la saison
- 25 avril 2008 : Le club remonte en Ligue 1
- 23 juin 2008 : Reprise de l'entraînement
- 9 août 2008 : Début du championnat de Ligue 1
- 26 août 2008 : Michel Der Zakarian et Baptiste Gentili sont démis de leurs fonctions. Christian Larièpe et Vincent Rautureau assurent l'intérim.
- 27 août 2008 :  Alain Perrin décline l'offre du FC Nantes[réf. nécessaire].
- 2 septembre 2008 : Élie Baup est officiellement nommé entraîneur du FC Nantes.
- 20 septembre 2008 : le FC Nantes remporte son premier succès de la saison à domicile, face à Valenciennes (2-0), lors de la sixième journée de championnat.
- 6 décembre 2008 : Le FC Nantes s'offre une victoire de prestige face au septuple champion de France, l'Olympique lyonnais, lors de la 17e journée (2-1).
- 30 mai 2009 : Le FC Nantes est officiellement relégué en Ligue 2, lors de la 38e et dernière journée.

### Calendrier
- 30 juin - 11 juillet 2008  : Stage à Albertville
- 15 juillet - 25 juillet 2008  : Morocco Summer Cup

## Effectif et encadrement

### Transferts
| Nom                   | Nationalité   | Poste     | Modalités                | Provenance/Destination      | Division                            | Référence |
| --------------------- | ------------- | --------- | ------------------------ | --------------------------- | ----------------------------------- | --------- |
| Arrivées              |               |           |                          |                             |                                     |           |
| Jérôme Alonzo         | France        | Gardien   | Fin de contrat           | Paris Saint-Germain FC      | Ligue 1 (D1)                        |           |
| Mauro Cetto           | Argentine     | Défenseur | Retour de prêt           | Toulouse FC                 | Ligue 1 (D1)                        |           |
| Éric Cubilier         | France        | Défenseur | Retour de prêt           | FC Metz                     | Ligue 1 (D1)                        |           |
| Douglas Ferreira      | Brésil        | Défenseur | Transfert                | Rio Claro FC                | Campeonato Paulista - Série A1 (D4) | Référence |
| Michael Gravgaard     | Danemark      | Défenseur | Transfert                | FC Copenhague               | Superligaen (D1)                    | Référence |
| Aristote Lusinga      | France        | Défenseur |                          | FC Nantes rés.              | CFA - D (D4)                        |           |
| Ibrahim Tall          | Sénégal       | Défenseur | Transfert                | Heart of Midlothian FC      | Scottish Premier League (D1)        | Référence |
| Karim El Mourabet     | France        | Milieu    | Retour de prêt           | Stade lavallois MFC         | National (D3)                       |           |
| Djamel Abdoun         | France        | Milieu    | Transfert                | AC Ajaccio                  | Ligue 2 (D2)                        |           |
| Bocundji Ca           | Guinée-Bissau | Milieu    | Retour de prêt           | Tours FC                    | National (D3)                       |           |
| Guirane N'Daw         | Sénégal       | Milieu    | Transfert                | FC Sochaux-Montbéliard      | Ligue 1 (D1)                        | Référence |
| Christian Wilhelmsson | Suède         | Milieu    | Retour de prêt           | RC Deportivo La Corogne     | Liga (D1)                           |           |
| Faneva Andriatsima    | Madagascar    | Attaquant | Retour de prêt           | AS Cannes                   | National (D3)                       |           |
| Christian Bekamenga   | Cameroun      | Attaquant |                          | Persib Bandung              | Liga Djarum Indonesia (D1)          |           |
| Filip Djordjevic      | Serbie        | Attaquant | Transfert définitif      | FK Étoile rouge de Belgrade | SuperLiga (D1)                      |           |
| Claudiu Keserü        | Roumanie      | Attaquant | Retour de prêt           | FC Libourne-Saint-Seurin    | Ligue 2 (D2)                        |           |
| Ivan Klasnić          | Croatie       | Attaquant |                          | SV Werder Brême             | 1. Bundesliga (D1)                  | Référence |
| Luigi Pieroni         | Belgique      | Attaquant | Retour de prêt           | RSC Anderlecht              | Division 1 (D1)                     |           |
| Ronny Rodelin         | France        | Attaquant |                          | Rodez AF                    | National (D3)                       | Référence |
| Départs               |               |           |                          |                             |                                     |           |
| Vincent Briant        | France        | Gardien   | Transfert                | CS Sedan-Ardennes           | Ligue 2 (D2)                        |           |
| Mauro Cetto           | Argentine     | Défenseur | Transfert définitif      | Toulouse FC                 | Ligue 1 (D1)                        |           |
| Karim El Mourabet     | France        | Défenseur |                          | FC Nantes rés.              | CFA 2 - D (D5)                      |           |
| Guillaume Norbert     | France        | Défenseur | Résiliation de contrat   | Le Havre AC                 | Ligue 1 (D1)                        |           |
| Olivier Thomas        | France        | Défenseur |                          | FC Sochaux-Montbéliard      | Ligue 1 (D1)                        |           |
| Bocundji Ca           | Guinée-Bissau | Milieu    | Transfert définitif      | Tours FC                    | Ligue 2 (D2)                        |           |
| Youcef Sekour         | Maroc         | Milieu    | Retour de prêt           | FC Girondins de Bordeaux    | Ligue 1 (D1)                        |           |
| Harlington Shereni    | Zimbabwe      | Milieu    | Prêt                     | RC Strasbourg               | Ligue 2 (D2)                        |           |
| Christian Wilhelmsson | Suède         | Milieu    | Transfert                | Al-Hilal FC                 | Saudi Professional League (D1)      |           |
| Faneva Andriatsima    | Madagascar    | Attaquant | Prêt sans option d'achat | US Boulogne-sur-Mer CO      | Ligue 2 (D2)                        |           |
| Luigi Pieroni         | Belgique      | Attaquant | Transfert                | Valenciennes FC             | Ligue 1 (D1)                        |           |

| Nom           | Nationalité        | Poste     | Modalités              | Provenance/Destination | Division            | Référence |
| ------------- | ------------------ | --------- | ---------------------- | ---------------------- | ------------------- | --------- |
| Arrivées      |                    |           |                        |                        |                     |           |
| Départs       |                    |           |                        |                        |                     |           |
| Éric Cubilier | France             | Défenseur | Licenciement (octobre) | Joueur libre           |                     |           |
| Marek Heinz   | République tchèque | Milieu    | Transfert (septembre)  | 1. FC Brno             | Gambrinus Liga (D1) |           |

| Nom               | Nationalité | Poste     | Modalités                | Provenance/Destination       | Division           | Référence |
| ----------------- | ----------- | --------- | ------------------------ | ---------------------------- | ------------------ | --------- |
| Arrivées          |             |           |                          |                              |                    |           |
| Départs           |             |           |                          |                              |                    |           |
| Michael Gravgaard | Danemark    | Défenseur | Prêt avec option d'achat | Hambourg SV                  | 1. Bundesliga (D1) | Référence |
| Khassimirou Diop  | Sénégal     | Milieu    | Prêt                     | Aviron bayonnais FC          | National (D3)      | Référence |
| Nicolas Goussé    | France      | Attaquant | Résiliation de contrat   | Olympique Croix de Savoie 74 | National (D3)      | Référence |
| Claudiu Keserü    | Roumanie    | Attaquant | Prêt                     | Tours FC                     | Ligue 2 (D2)       | Référence |

### Staff technique
| Entraîneur              | : Élie Baup                                |
| Entraîneur adjoint      | : Jean-Charles Ménard et Vincent Rautureau |
| Entraîneur des gardiens | : Fabrice Grange                           |
| Préparateur physique    | : Georges Gacon                            |

### Dirigeants
| Président                        | : / Waldemar Kita   |
| Directeur Technique              | : Christian Larièpe |
| Directeur Général Délégué        | : Claude Robin      |
| Directeur Général Délégué        | : Pascal Praud      |
| Directeur du Centre de Formation | : Laurent Guyot     |

La partie effectif ne compte que les matchs de championnat de France de Ligue 1.
Dernière mise à jour après le match Nantes-Lyon du 06/12/2008

## Matchs amicaux
| Date            | Statut               | TV | Adversaire               | Niveau  | Lieu             | Score             | Buteurs du FCN          | Affluence |
| --------------- | -------------------- | -- | ------------------------ | ------- | ---------------- | ----------------- | ----------------------- | --------- |
| 6 juillet 2008  | Amical               |    | FC Dinamo Bucarest       | (D1)    | Albertville      | 1 - 2             | Bekamenga 23e           |           |
| 9 juillet 2008  | Amical               |    | Olympique de Marseille   | L1 (D1) | Thonon-les-Bains | 2 - 0             | Keserü 82e, Dossevi 88e | 5.000     |
| 17 juillet 2008 | MSC - 1/4 de finale  |    | FAR de Rabat             |         | Casablanca       | 0 - 1             | -                       |           |
| 20 juillet 2008 | MSC - match 5e place |    | Étoile sportive du Sahel |         | El Jadida        | 0 - 0, 4-5 t.a.b. | -                       |           |
| 30 juillet 2008 | Amical               |    | FC Lorient               | L1 (D1) | La Baule         | 1 - 0             | Keserü 88e              | 4.000     |
| 2 août 2008     | Amical               |    | Stade rennais FC         | L1 (D1) | Montaigu         | 0 - 0             |                         | 3.500     |

## Compétitions

### Ligue 1
| Date              | Journée | TV          | Adversaire               | Lieu | Score | Buteurs du FCN                 | Class. | Affluences |
| ----------------- | ------- | ----------- | ------------------------ | ---- | ----- | ------------------------------ | ------ | ---------- |
| 9 août 2008       | J01     | -           | AJ Auxerre               | Ext. | 1 - 2 | De Freitas 68e                 | 13     | 14.524     |
| 16 août 200807    | J02     | -           | AS Monaco FC             | Dom. | 1 - 1 | Keserü 69e                     | 17     | 29.039     |
| 24 août 200808    | J03     | Canal +     | FC Girondins de Bordeaux | Ext. | 0 - 2 | -                              | 19     | 29.748     |
| 30 août 200808    | J04     | -           | Le Mans UC 72            | Dom. | 1 - 4 | N'Daw 21e                      | 20     | 20.585     |
| 13 septembre 2008 | J05     | Canal +     | Paris Saint-Germain FC   | Ext. | 0 - 1 | -                              | 20     | 43.005     |
| 20 septembre 2008 | J06     | -           | Valenciennes FC          | Dom. | 2 - 0 | Bagayoko 39e (pen.) 54e        | 19     | 19.772     |
| 27 septembre 2008 | J07     | -           | SM Caen                  | Ext. | 0 - 3 | -                              | 19     | 19.070     |
| 4 octobre 2008    | J08     | -           | Grenoble Foot 38         | Ext. | 1 - 0 | Bekamenga 77e                  | 17     | 18.355     |
| 18 octobre 2008   | J09     | -           | AS Saint-Étienne         | Dom. | 1 - 0 | Bekamenga 28e                  | 14     | 31.407     |
| 25 octobre 2008   | J10     | -           | FC Lorient               | Ext. | 0 - 3 | -                              | 15     | 13.128     |
| 29 octobre 2008   | J11     | -           | Olympique de Marseille   | Dom. | 1 - 1 | Maréval 44e                    | 15     | 35.993     |
| 1er novembre 2008 | J12     | -           | Lille OSC                | Ext. | 0 - 2 | -                              | 16     | 13.312     |
| 8 novembre 2008   | J13     | Orange Foot | Toulouse FC              | Dom. | 1 - 1 | Moullec 5e                     | 16     | 18.293     |
| 16 novembre 2008  | J14     | -           | OGC Nice                 | Ext. | 1 - 2 | N'Daw 8e                       | 16     | 11.753     |
| 23 novembre 2008  | J15     | -           | AS Nancy-Lorraine        | Dom. | 0 - 1 | -                              | 17     | 20.635     |
| 29 novembre 2008  | J16     | -           | Le Havre AC              | Ext. | 2 - 0 | Djordjevic 68e, De Freitas 85e | 16     | 13.130     |
| 6 décembre 2008   | J17     | Orange Foot | Olympique lyonnais       | Dom. | 2 - 1 | Klasnić 60e 89e (pen.)         | 16     | 26.624     |
| 13 décembre 2008  | J18     | Orange Foot | Stade rennais FC         | Ext. | 0 - 0 | -                              | 16     | 28.652     |
| 20 décembre 2008  | J19     | -           | FC Sochaux-Montbéliard   | Dom. | 1 - 1 | Capoue 86e                     | 16     | 23.416     |
| 9 janvier 2009    | J20     | -           | AS Monaco FC             | Ext. | 2 - 1 | Bagayoko 5e, Capoue 41e        | 15     | 6.415      |
| 16 janvier 2009   | J21     | Orange Foot | FC Girondins de Bordeaux | Dom. | 1 - 2 | Djordjevic 89e                 | 15     | 26.008     |
| 31 janvier 2009   | J22     | -           | Le Mans UC 72            | Ext. | 2 - 0 | Poulard 53e, Da Rocha 64e      | 13     | 10.030     |
| 7 février 2009    | J23     | -           | Paris Saint-Germain FC   | Dom. | 1 - 4 | Abdoun 36e (pen.)              | 14     | 29.688     |
| 14 février 2009   | J24     | -           | Valenciennes FC          | Ext. | 1 - 1 | Klasnić 60e                    | 14     | 11.620     |
| 21 février 2009   | J25     | -           | SM Caen                  | Dom. | 1 - 1 | Bekamenga 44e                  | 14     | 21.939     |
| 28 février 2009   | J26     | -           | Grenoble Foot 38         | Dom. | 1 - 1 | Klasnić 39e                    | 15     | 23.717     |
| 7 mars 2009       | J27     | Canal +     | AS Saint-Étienne         | Ext. | 1 - 2 | Klasnić 6e                     | 16     | 22.441     |
| 14 mars 2009      | J28     | -           | FC Lorient               | Dom. | 1 - 1 | N'Daw 25e                      | 16     | 22.381     |
| 22 mars 2009      | J29     | Canal +     | Olympique de Marseille   | Ext. | 0 - 2 | -                              | 16     | 47.747     |
| 4 avril 2009      | J30     | -           | Lille OSC                | Dom. | 0 - 2 | -                              | 17     | 21.398     |
| 11 avril 2009     | J31     | -           | Toulouse FC              | Ext. | 0 - 1 | -                              | 18     | 22.526     |
| 18 avril 2009     | J32     | -           | OGC Nice                 | Dom. | 2 - 0 | Bekamenga 19e, Bagayoko 90e    | 16     | 21.040     |
| 25 avril 2009     | J33     | -           | AS Nancy-Lorraine        | Ext. | 0 - 2 | -                              | 17     | 18.838     |
| 2 mai 2009        | J34     | -           | Le Havre AC              | Dom. | 1 - 2 | Bekamenga 24e                  | 18     | 21.809     |
| 13 mai 2009       | J35     | Canal +     | Olympique lyonnais       | Ext. | 0 - 3 | -                              | 19     | 36.792     |
| 16 mai 2009       | J36     | -           | Stade rennais FC         | Dom. | 1 - 1 | Bagayoko 42e                   | 19     | 26.078     |
| 23 mai 2009       | J37     | -           | FC Sochaux-Montbéliard   | Ext. | 1 - 2 | Bagayoko 61e (pen.)            | 19     | 19.313     |
| 30 mai 2009       | J38     | -           | AJ Auxerre               | Dom. | 2 - 1 | Klasnić 12e, Bagayoko 52e      | 19     | 18.793     |

### Coupe de France
| Date           | Tour            | TV       | Adversaire | Niveau  | Lieu | Score                 | Buteurs du FCN               | Affluence |
| -------------- | --------------- | -------- | ---------- | ------- | ---- | --------------------- | ---------------------------- | --------- |
| 3 janvier 2009 | 1/32e de finale | France 3 | SM Caen    | L1 (D1) | Ext. | 2 - 2, 3-5 aux t.a.b. | Bekamenga 78e, Bagayoko 112e | 8.155     |

### Coupe de la Ligue
| Date                    | Tour            | TV | Adversaire           | Niveau        | Lieu | Score | Buteurs du FCN | Affluence |
| ----------------------- | --------------- | -- | -------------------- | ------------- | ---- | ----- | -------------- | --------- |
| Mardi 23 septembre 2008 | 1/16e de finale | ?  | US Créteil-Lusitanos | National (D3) | Ext. | 0 - 1 | -              | 3.442     |

## Sponsors / Partenaires
- Kappa
- Synergie
- Profil+
- Paprec
- Corem
- Nantes
- Orange
- Société générale
- Crédit Mutuel
- E.Leclerc
- Conseil général de la Loire-Atlantique
- Région Pays de la Loire